# Luxiaria jotaria
Luxiaria jotaria är en fjärilsart som beskrevs av Felder 1874. Luxiaria jotaria ingår i släktet Luxiaria och familjen mätare. Inga underarter finns listade i Catalogue of Life.